# Sternotherus odoratus
La tortuga almizclada (Sternotherus odoratus) es una especie de tortuga pequeña de la familia Kinosternidae del sudeste de Canadá y del este de Estados Unidos. Es muy popular en el mercado de mascotas.

## Distribución geográfica
En Canadá se encuentra en el sur de Ontario y en el sur de Quebec, y en Estados Unidos se encuentra en el este, desde el sur de Maine en el norte, al sur hasta Florida, y al oeste hasta Texas y Wisconsin.
Edward O. Moll y Kenneth L. Williams (1963) reportaron la presencia de una pequeña población de Sternotherus odoratus en la localidad de El Sauz, Estado de Chihuahua (México). Estos investigadores tomaron como base un ejemplar colectado por el Dr. Seth Eugene Meek en 1903 y depositado en la Colección de Herpetología del Museo de Historia Natural de Chicago, conocido actualmente como el Museo Field de Historia Natural. Dichos investigadores han propuesto que esta población pudo originarse de una dispersión por el río Conchos, siguiendo por el río Chuviscar, hasta llegar a los pequeños arroyos intermitentes que se originan en el área. Esta localidad pudiese ser un relicto de un periodo mucho más húmedo, anterior a la expansión del riego extensivo, cuando los arroyos temporales de la región eran más extensos y casi permanentes. Sin embargo, no parece haber transcurrido el tiempo suficiente para que se de diferenciación evidente en esta población, ya que el ejemplar analizado no presenta diferencias significativas con otros procedentes del este de los Estados Unidos. Desafortunadamente, todas las expediciones posteriores no han encontrado evidencia de dicha especie en el área, por lo que actualmente se considera una especie extinta en territorio mexicano. Se tiene registro que la cuenca ha dejado de tener cuerpos de agua permanente desde el año de 1947, coincidiendo con el inicio de la expansión agrícola en la región, lo cual pudo desencadenar su extinción. Si bien se ha puesto en duda la procedencia del espécimen colectado por Meek, el hecho de que este zoólogo acostumbrase etiquetar en campo hace menos probable que estemos ante un ejemplar con una localidad mal registrada.
De igual manera se ha reportado otra pequeña población asilada en el Condado de Presidio, en el Estado de Texas (EUA). Sin embargo, persiste la discusión sobre la autenticidad de esta misma localidad. Algunos investigadores la consideran una población relicto relacionada con la de El Sauz, mientras que otros lo consideran un registro erróneo.

## Descripción

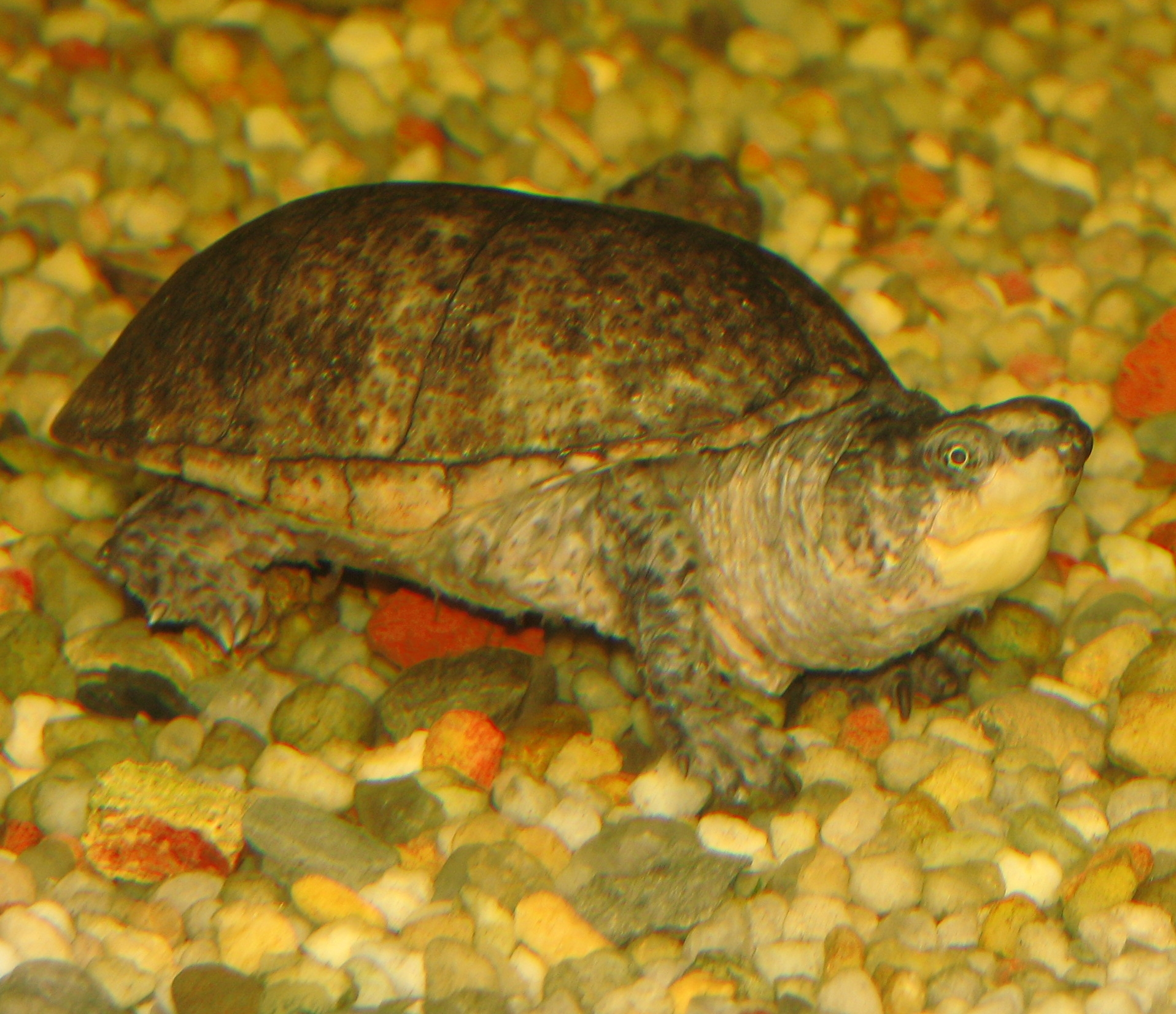

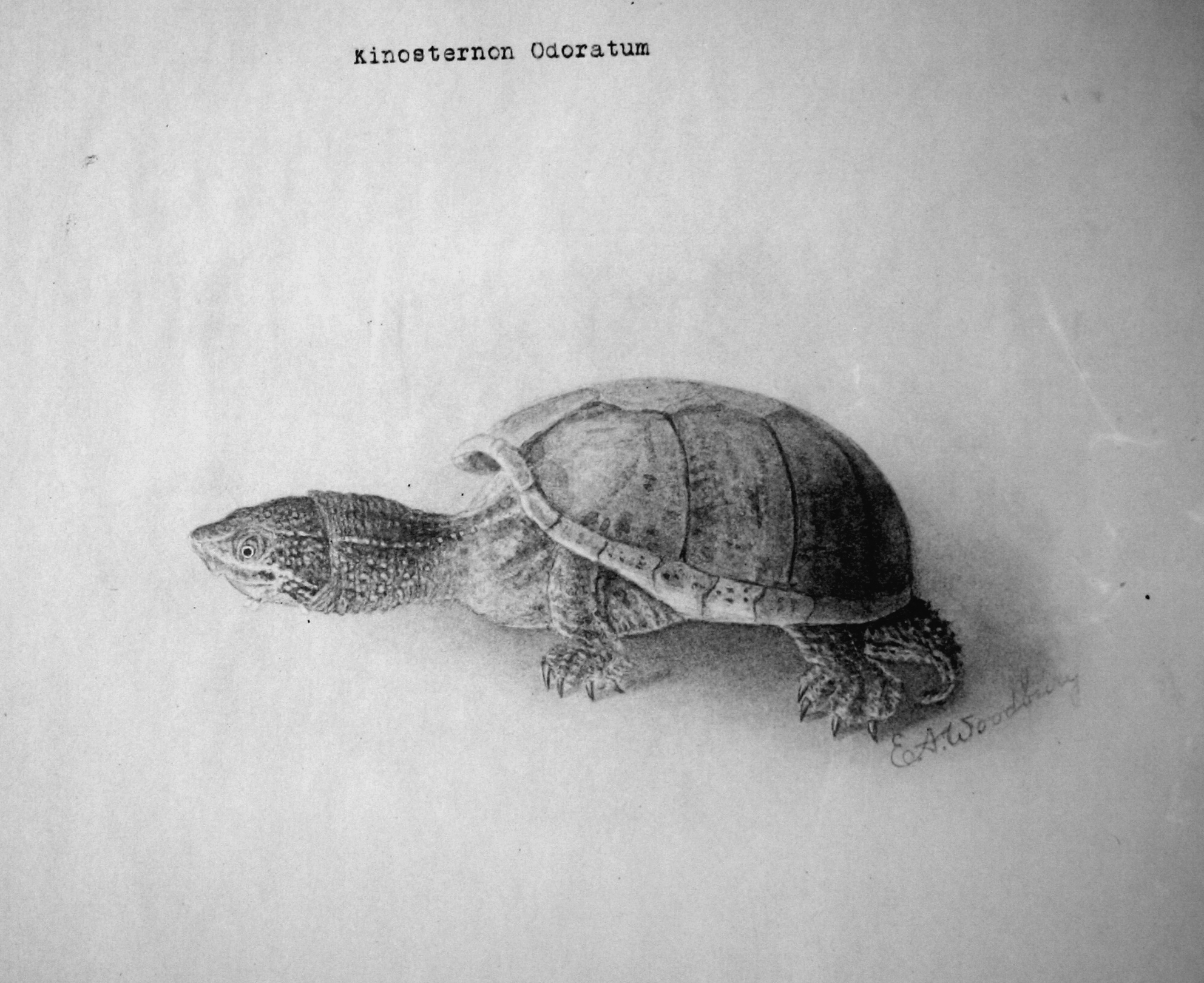

Mide de 8 a 14 cm (de 3 a 5 pulgadas). Tiene el cuello largo y las patas cortas. Los machos por lo general se pueden distinguir de las hembras por su mayor cola. La cabeza es vagamente de forma triangular, con un hocico puntiagudo y afilado, y con rayas amarillas y verdes en la punta de la nariz hasta el cuello. Su plastrón es relativamente pequeño, ofreciendo poca protección para las patas, y sólo tienen una bisagra transversal anterior. Algunas algas crecen a menudo en su caparazón. 

## Significado del nombre
El nombre científico de la tortuga almizclada (Sternotherus Odoratus), es una forma elegante de decir su nombre vulgar: Tortuga Apestosa. Esto se debe a que estas tortugas se caracterizan por producir un fuerte y para nada agradable olor cuando se las intenta cazar y/o agarrar.

## Alimentación
Son carnívoras, consumen de una amplia variedad de organismos acuáticos invertebrados, cangrejos de río, almejas, caracoles y varios insectos. También comen peces y carroña. Si bien las tortugas del género Sternotherus se alimentan sobre todo de moluscos y la tortuga almizclada no es una excepción, esta especie es más generalista en comparación con sus parientes cercanas, que han desarrollado mandíbulas más fuertes para partir conchas.

## Reproducción
La reproducción tiene lugar en la primavera, y las hembras ponen de dos a nueve huevos. Los huevos eclosionan a finales del verano o a principios del otoño. Los recién nacidos miden generalmente menos de una pulgada de largo. Su esperanza de vida, como la mayoría de las tortugas, es bastante larga, con ejemplares en cautividad de más de 50 años de edad. 
Los huevos eclosionan a fines del verano o inicios del otoño. Los recién nacidos suelen medir menos de 2.54 cm de largo.

## En cautividad
Debido a su pequeño tamaño es una mejor opción para una mascota que otras especies comúnmente disponibles, como Trachemys scripta elegans. En toda su área los especímenes capturados están comúnmente disponibles, pero la especie es también con frecuencia de cría en cautividad específicamente para el comercio de mascotas. 